# 68–74 High Street (Brechin)
Unter der Adresse 68–74 High Street in der schottischen Kleinstadt Brechin in der Council Area Angus befindet sich ein Wohn- und Geschäftsgebäude. 1971 wurde das Bauwerk in die schottischen Denkmallisten zunächst in der Kategorie B aufgenommen. Die Hochstufung in die höchste Denkmalkategorie A erfolgte 2000. Des Weiteren ist es zusammen mit verschiedenen umliegenden Häusern Teil eines Denkmalensembles der Kategorie B.

## Beschreibung
Das Gebäude wurde vor 1685 errichtet. Möglicherweise befand sich am Standort ein Vorgängerbauwerk. Eine dendrochronologische Untersuchung datiert das Gebälk des Dachstuhls um das Jahr 1470. Da das heutige Gebäude aus dem 17. Jahrhundert stammt, wird angenommen, dass der Dachstuhl vom vorherigen Haus übernommen wurde.
Das zweistöckige Wohn- und Geschäftsgebäude steht an der High Street nahe der Brechin Cathedral im historischen Zentrum von Brechin. Es weist einen L-förmigen Grundriss auf. Sein Mauerwerk besteht aus Bruchstein. Die Verkleidung der Ladenfront im Erdgeschoss mit Quadersteinen ist neueren Datums. Auch das schlichte Gurtgesims zwischen den Stockwerken ging aus diesem Umbau hervor. Von den ursprünglichen vier Fenstern des Obergeschosses sind heute nur noch drei erhalten. Etwa mittig ragt ein Zwerchgiebel auf. Sämtliche Giebel sind als Staffelgiebel ausgeführt. Der rückwärtig abgehende Flügel ist mit Wellblech eingedeckt.